# Arif Alvi
Arif-ur-Rehman Alvi (urdu: عارف الرحمان علوی) (født 29. august 1949) er en pakistansk politiker, der har været Pakistans 13. og nuværende præsident siden 2018.
Arif Alvi var medlem af Pakistans Nationalforsamling fra 2013 til 2018 og igen fra august til september 2018. Som grundlæggende medlem af Pakistan Tehreek-i-Insaf (PTI), blev Alvi valgt til Pakistans præsident den 4. september 2018 ved præsidentvalget i Pakistan 2018.